# IG Group
IG  is een aanbieder van financiële derivaten. Via deze broker kunnen beleggers CFD’s (contract for difference) handelen en dat op meer dan 10.000 markten waaronder indices, aandelen, forex, grondstoffen en meer. In het Verenigd Koninkrijk kunnen beleggers ook in aandelen handelen en inspelen op koersstijgingen en –dalingen door middel van spread betting. IG staat genoteerd aan de London Stock Exchange en is onderdeel van de FTSE 250 index.

## Geschiedenis
Oorsprong
Het bedrijf werd in 1974 door Stuart Wheeler opgericht, onder de naam IG Index. IG staat voor Investors Gold.[2] IG was de eerste aanbieder van spread betting, waar verschillende soorten beleggers konden inspelen op de koersschommelingen van goud zonder daadwerkelijk eigenaar te worden van het metaal.
In 1982 breidde IG het aanbod uit door spread bets op de FT30 stock index aan te bieden. In 1985 bood het bedrijf als eerste broker spread betting aan op individuele aandelen.Tegenwoordig handelen beleggers meer dan 10.000 markten bij IG.
Naar de beurs
In juli 2000 ging IG Group plc naar de London Stock Exchange.
Op 7 november 2003 ging IG Group PLC even van de beurs, na een management buy-out van £143 miljoen. In April 2005, ging het bedrijf terug naar de London Stock Exchange, als IG Group Holdings plc, met een waarde van £393 miljoen.
IG is momenteel ‘s werelds nummer 1 CFD-aanbieder en de grootste aanbieder van spread betting in het Verenigd Koninkrijk met een marktaandeel van 41%. Ook is de broker de grootste aanbieder van forex in het Verenigd Koninkrijk. Deze cijfers zijn allemaal gebaseerd op het aantal actieve handelsrekeningen..
Wereldwijde uitbreiding
In juli 2002 begon IG CFD’s aan te bieden in Australië onder de naam IG Markets, dit nadat de toezichthouder in Australië deze hefboomproducten toestond.
In 2006 breidde IG uit naar Duitsland en Singapore, en in 2007 opende de broker vestigingen in de VS, Spanje en Frankrijk. In 2008 opende IG een vestiging in Italië en kocht het in 2008 FXOnline, een aanbieder van financiële derivaten in Japan. In 2009 opende IG vestigingen in Zweden en Luxemburg en in 2010 en 2011 volgden respectievelijk Portugal en Nederland. In 2010 nam het bedrijf Ideal CFDs over in Zuid-Afrika en in 2014 begon IG een vestiging in Zwitserland als IG Bank SA.
IG is nu ‘s werelds nummer 1 CFD-aanbieder (qua opbrengsten, forex niet meegerekend).[15]
Rebranding naar IG
In 2012 gingen IG Index en IG Markets door als één merk: IG, dit met het doel om de standaard te worden voor actieve beleggers wereldwijd.

## Producten en diensten
Handelen met een hefboom
- CFD’s
- Forex
- Spread betting (alleen in Verenigd Koninkrijk en Ierland)

Opties
Nadat IG al een paar jaar opties aanbod via CFD’s en spread betting, voegde de broker in 2003 digitale 100 aan het aanbod toe.
Bitcoin
In april 2013 was IG de eerste online forex- en CFD-broker waar beleggers konden inspelen op de koersstijgingen en -dalingen van de bitcoin. De broker stopte een maand later met het aanbieden van digitale 100 op de bitcoin.
In november 2014 werden de bitcoin-producten geherintroduceerd op het platform van IG, waardoor beleggers weer kunnen inspelen op de koerswisselingen van de bitcoin, zonder daadwerkelijk eigenaar te worden van de digitale munt. Sindsdien zijn er enkele bitcoin forexparen bijgekomen.
Beleggen in aandelen
In september 2014 begon IG met het aanbieden van het beleggen in aandelen. IG is nu bezig om deze dienst ook in andere landen op te zetten, beginnend in Nederland in 2015.
Handelstechnologie
In 1998 was IG de eerste broker die een online handelsplatform aanbod voor spread betting. Daarna was de broker de eerste die een browser-based handelsplatform aanbod in 2007. Twee jaar later begon IG met het aanbieden een browser-based direct market access (DMA) platform.
In 2010 lanceerde IG haar eerste iPhone beleggingsapp. Op dit moment kan er bij deze broker op alle belangrijke mobiele systemen worden gehandeld, waaronder tablets.
Het bedrijf is ook samenwerkingen aangegaan met derde partijen waaronder MetaTrader 4, ProRealTime, Autochartist, Trading Central en InvestYourWay.

## Wereldwijde aanwezigheid
IG heeft cliënten in meer dan 140 landen, met vestigingen in Londen, Dublin, Oslo, Stockholm, Amsterdam, Düsseldorf, Luxemburg, Geneve, Chicago, Madrid, Paris, Milan, Johannesburg, Singapore, Tokyo en Melbourne.
IG Bank, Zwitserland
In oktober 2014 opende IG, na een succesvolle aanvraag voor een FINMA-licentie, een vestiging in Zwitserland genaamd IG Bank SA.
Dubai
In juli 2014 kondigde CEO Tim Howkins aan dat het bedrijf bezig was met ‘constructieve gesprekken‘ met de toezichthouders in Dubai, om daar in 2015 een vestiging op te zetten.
Nadex
In 2007 kocht IG de aandelen van online derivatenbroker HedgeStreet, en gaf deze de nieuwe naam North American Derivatives Exchange (NADEX) mee. Dit gaf IG de mogelijkheid om simpele derivaten aan te bieden in de VS, waar CFD’s en spread betting verboden zijn. Nadex zit in Chicago en het toezicht wordt daar gehouden door de Commodity Futures Trading Commission.

## Sponsoring
In het Verenigd Koninkrijk sponsort IG het Footballteam Harlequins RFC en is het de hoofdsponsor van het ‘Big Game’-evenement dat ieder jaar wordt gehouden in Twickenham stadium.
IG was ooit actief in het wielrennen, toen het Team Sky sponsorde in 2011 en 2012. Tussen 2011 en 2013 sponsorde de broker ook nog eens de ronde van Groot-Brittannië, maar nu doet IG niets meer in deze sport.

## Maatschappelijk verantwoord ondernemen
IG doet vrijwilligerswerk in samenwerking met Beanstalk, een goed doel dat in het leven is geroepen om analfabetisme tegen te gaan in de arme wijken van Engeland.
Ook is IG lid van City Action, een samenwerking die grote bedrijven in staat stelt om positief van invloed te zijn op lokale ondernemingen en sociale organisaties.
Regulatie
In het Verenigd Koninkrijk wordt IG gereguleerd door de Financial Conduct Authority (FCA) onder nummer 114059 voor IG Index en onder nummer 195355 voor IG Markets. In Nederland wordt IG gereguleerd door de AFM.
Onder een paspoortregeling zijn IG’s Europese vestigingen (met uitzondering van Zwitserland) gereguleerd door de FCA onder het registratienummer van IG Markets. IG Bank S.A. is geautoriseerd en gereguleerd door FINMA in Zwitserland.
Andere belangrijk organen die IG reguleren zijn:
• Australië – de Australian Securities and Investments Commission (ASIC)
• Singapore – de Monetary Authority of Singapore and International Enterprise Singapore
• Japan – de Financial Services Agency
• Zuid-Afrika – de Financial Services Board
• VS – Commodity Futures Trading Commission